# Sarconeurum antarcticum
Sarconeurum antarcticum là một loài rêu trong họ Pottiaceae. Loài này được Bryhn mô tả khoa học đầu tiên năm 1902.